# 1703 în literatură
- 1702 în literatură — 1703 în literatură — 1704 în literatură

Anul 1703 în literatură a implicat o serie de evenimente și cărți noi semnificative.

## Cărți noi
- Bernard de Mandeville - Some Fables After the Easie and Familiar Method of Monsieur de la Fontaine
- Benjamin Whichcote - Moral and Religious Aphorisms